# Cortigiana (film)
Cortigiana (Susan Lenox (Her Fall and Rise)) è un film drammatico del 1931 diretto da Robert Z. Leonard, con Greta Garbo e Clark Gable, qui nella loro unica collaborazione cinematografica. La sceneggiatura si basa su Susan Lenox: Her Fall and Rise, romanzo di David Graham Phillips, pubblicato nel 1917 a New York. I forti contrasti di luce e buio, soprattutto nella prima parte della pellicola, ricordano l'espressionismo tedesco, rappresentando una messa in scena relativamente innovativa per la Metro-Goldwyn-Mayer.

## Trama

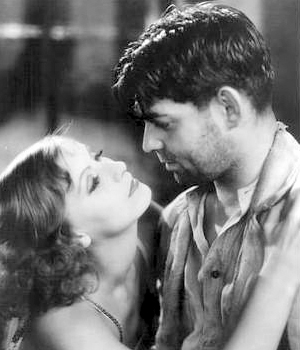
Helga (Greta Garbo) e Rodney (Clark Gable) in una foto di scena

Helga Ohlin, figlia illegittima e orfana fin dalla nascita, viene cresciuta dagli zii in un clima ostile. Questi ultimi, preoccupati che la ragazza ora cresciuta possa avere il carattere della madre e arrecare altro disonore alla famiglia, decidono una sera di concederla come moglie al loro amico Jeb il quale, allettato dalla bellezza della giovane, tenta di approfittare subito di lei. Helga resiste alla violenza e scappa di casa quella stessa notte, vagando senza meta sotto una pioggia incessante. Si ritrova casualmente nei pressi di una casa e cerca rifugio in un fienile, ma l'abbaiare di un cane rivela la sua presenza al padrone di casa. Rodney Spencer, un architetto che alloggia temporaneamente nella baita per portare a termine un progetto sul quale lavora, si presenta alla ragazza offrendole di ospitarla per quella notte. Helga accetta ma all'inizio è diffidente. Nel corso della notte però è conquistata dai modi dell'uomo e fra i due nasce da subito un sentimento sincero.
Giorni dopo Rodney deve recarsi in città per consegnare il proprio lavoro e promette alla giovane che al suo ritorno le porterà un anello di fidanzamento. Rimasta sola, Helga viene ritrovata dallo zio ed è costretta a fuggire di nuovo. Alla stazione sale su un treno in partenza e si ritrova nella vettura occupata da una compagnia circense. Per pagarsi il viaggio si unisce a loro adottando il nome di Susan Lenox.
Calata nella sua nuova veste di ballerina, la giovane sembra ritrovare la serenità. Un giorno però, al momento della partenza da una città, Burlingham, il proprietario del circo avverte Susan che dei poliziotti la stanno cercando. Assumendo un atteggiamento comprensivo, l'uomo generosamente la invita a nascondersi nel proprio alloggio sul treno, ma successivamente, passato il pericolo, approfitterà della ragazza.
A Marquette Susan incontra inaspettatamente Rodney che era alla sua ricerca da molto tempo. La loro passione sembra intatta, ma alcune allusioni di Burlingham sulla ragazza infastidiscono Rodney che impulsivamente reagisce dando a Susan della poco di buono. Poi, getta l'anello di fidanzamento che aveva in tasca e si allontana furioso. Susan, delusa e avvilita dal comportamento così poco comprensivo di Rodney, promette a se stessa che da quel momento gli uomini saranno solo un mezzo per la propria ascesa sociale.
Tempo dopo, Susan è a New York. Da tempo vive nel lusso ed è l'amante del politico Mike Kelly. Non ha dimenticato però Rodney. Informata che la carriera dell'uomo è compromessa a causa dell'alcol, decide di incontrarlo invitandolo con un pretesto ad una cena organizzata nella propria casa. Sorpreso di ritrovarla, Rodney, disgustato dalla vita che la donna conduce, le manifesta tutto il proprio disprezzo prima di allontanarsi di nuovo da lei mentre Susan, colpita duramente dalle parole dell'uomo, capisce di esserne ancora innamorata.
Susan si reca presso l'abitazione di Rodney per parlargli ma scopre che è partito con destinazione ignota. Giura di cercarlo ovunque egli sia e dopo un lungo peregrinare, giunge infine a Puerto Sacate, in Sud America. Sapendo che l'amato lavora nelle vicine paludi, nell'attesa che si faccia vivo, trova lavoro in una sala da ballo. Qui trova le attenzioni di Robert, un ricco americano che ben presto si innamora di lei e che le chiede di partire con lui, di sposarlo. Ma Susan desidera ardentemente Spencer, affermando che o si rialzerà con lui o cadrà da sola, per sempre.
Finalmente una chiatta con gli uomini che lavorano nelle paludi arriva al porto. Alcuni si recano nella sala da ballo e fra questi vi è Rodney, avvicinato subito da Susan. Il confronto fra i due è tempestoso e sembra che definitivamente non vi sia spazio per una riconciliazione, benché entrambi siano ancora innamorati l'uno dell'altra.
Il mattino dopo, al momento di separarsi per sempre, Rodney accetta di concedere al loro amore una nuova chance.

## Produzione
Il film venne girato con i titoli di lavorazione Suzanne Lenox e Susan Lenox. All'inizio, la Metro-Goldwyn-Mayer ne affidò la regia a King Vidor che venne poi sostituito da Robert Z. Leonard.
Alla sceneggiatura diedero il loro contributo non meno di 14 scrittori, tra cui Zelda Sears, King Vidor ed Edith Fitzgerald.
Inizialmente, i piani della M.G.M. prevedevano di affidare la parte del protagonista maschile a John Gilbert, già partner della Garbo in diversi film muti di successo. Alla fine fu scelto Clark Gable, che era passato dal ruolo di comparsa a star di Hollywood in pochi mesi.
Barry Paris riporta nella sua biografia Garbo che l'attrice odiava il film in quanto a suo dire avrebbe denigrato gli svedesi, rappresentati come bevitori e brutali delinquenti.
Lo studio avrebbe voluto riproporre la coppia Garbo/Gable nel successivo film Lo schiaffo, ma alla fine  il ruolo della protagonista femminile fu affidato a Jean Harlow.

## Distribuzione
Il copyright del film, richiesto dalla Metro-Goldwyn-Mayer Distributing Corp., fu registrato il 27 ottobre 1931 con il numero LP2587.

### Date di uscita
- Stati Uniti d'America, 10 ottobre 1931
- Francia, 11 novembre 1932

## Accoglienza

### Critica
(Mario Gromo)
In una recensione dell'epoca per il New York Times, il critico Mordaunt Hall scrisse: "...Per certi versi è una produzione piuttosto interessante. C'è l'interpretazione convincente di Miss Garbo, lo splendido lavoro della macchina da presa e gli effetti atmosferici lodevoli, ma i dialoghi sono spesso instabili e la maggior parte della storia è espressa piuttosto frettolosamente... questo film racconta la sua storia senza molto dramma".

### Incassi
Con un costo di produzione di 580.000 dollari, il film ebbe un enorme successo al botteghino, incassando 806.000 dollari a livello nazionale, un terzo in più rispetto ai due precedenti film di Greta Garbo. A questi si aggiunsero altri 700.000 dollari al di fuori degli Stati Uniti, per un totale di 1.506.000 dollari al botteghino. Il profitto fu di 364.000 dollari.